# Dízimo
Dízimo (significa uma parte) é uma contribuição financeira mensal para ajudar as organizações religiosas cristãs. É constantemente associada atualmente à ala do Cristianismo evangélico (onde a maioria de seus lideres espirituais exigem o dízimo de seus fiéis).

## Origens

### Na Bíblia Hebraica
Etimologicamente dízimo (latim decimus), significa a décima parte de algo. Vários conceitos do dízimo são descritos em Deuteronômio no capítulo 14, versículo 22-29. Há vários conceitos do que seria esse dízimo e é notório que nenhum deles é em dinheiro:
- Teroumat hamaasser: extraído dos produtos da colheita em terra de Israel, ou seja, o dízimo do dízimo (um por cento), que era dado à classe sacerdotal.
- Maasser rishon: consiste na dedução de um décimo da renda e do produto de cada ano, dado aos levitas.
- Ma'asser Sheni: consiste em levar um décimo da produção agrícola do primeiro, segundo, quarto e quinto anos do ciclo de sete anos da Terra para levá-lo ao templo e consumi-lo.
- Ma'asser 'Ani: retirado no terceiro e sexto ano do ciclo de sete anos. Nenhum dízimo é retirado durante o sétimo ano, o Shmita, porque a terra deve ser deixada para descansar.

No contexto da reconstrução do templo após o Exílio Babilônico, o dízimo é incentivado no capítulo 3 dos versículos 8 a 12 do livro de Malaquias. Nesse contexto, que visava a restauração da classe sacerdotal e levítica, bem como atender os despossuídos, a infidelidade nos dízimos foi considerada um assalto a Deus, enquanto a fidelidade nos dízimos é apresentada como um teste de bênçãos.

### No Novo Testamento
Alguns teólogos alegaram que o dízimo era um costume judaico enraizado no tempo de Jesus, e é por isso que não havia um comando específico sobre o dízimo no Novo Testamento.  Os dízimos dos israelitas eram de caráter agrícola. Referências ao dízimo no Novo Testamento podem ser encontradas em Evangelho de Mateus, Evangelho de Lucas e Epístola aos Hebreus.

## Cristianismo

### Catolicismo

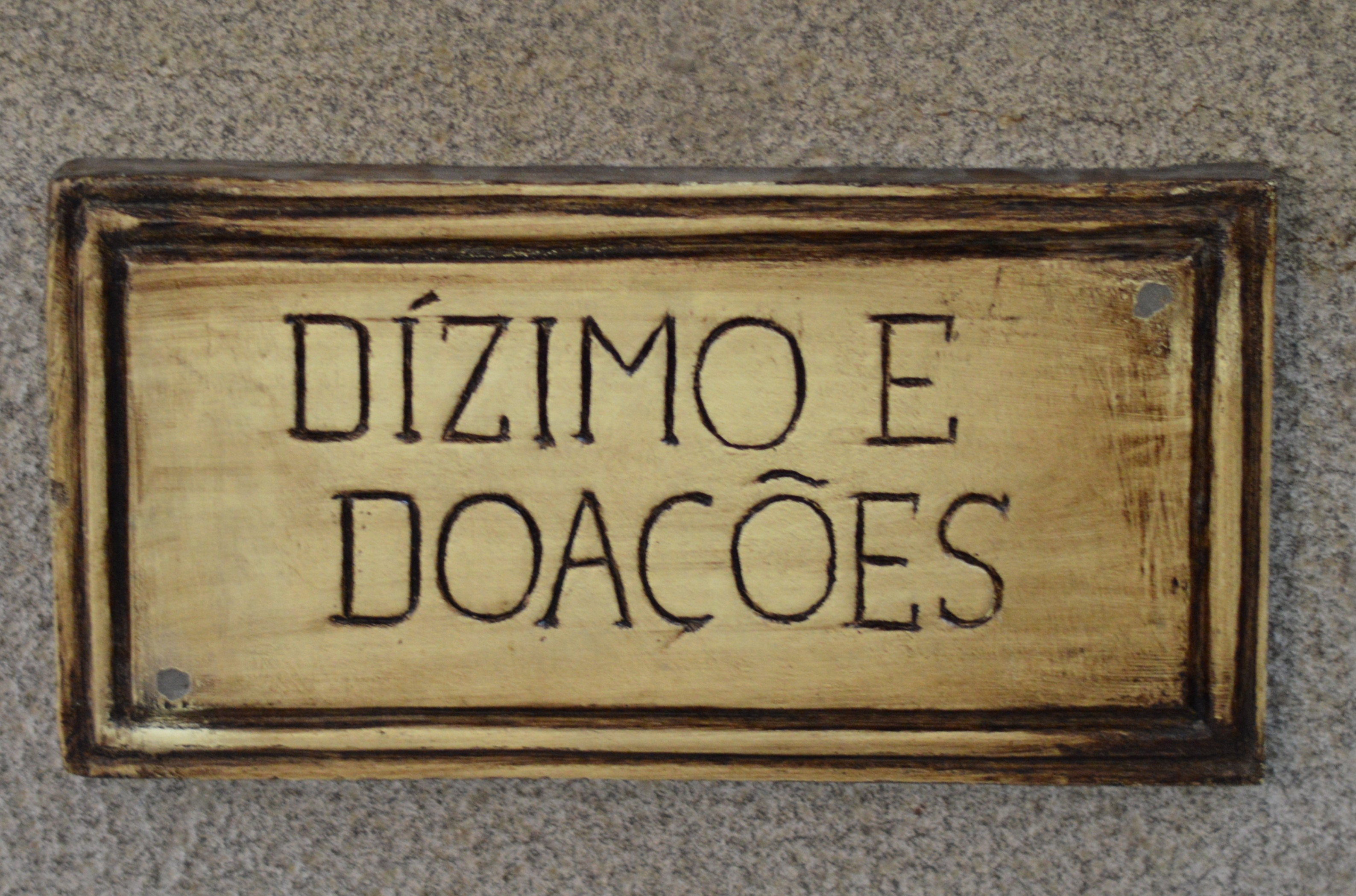
Placa na Igreja Matriz São Pedro em Gramado. (Brasil)

#### Dízimos e dízimo
No Catolicismo, durante o Conselho de Tours em 567, um decreto para a coleta do dízimo foi promulgado. Em 585, durante o
Segundo Concílio de Macon, um decreto foi adotado para a excomunhão daqueles que não pagam o dízimo pela Igreja. 

#### Dízimo no catolicismo brasileiro
O Papa Bento XVI extinguiu o termo "dízimos" do quinto Mandamento da Igreja (pagar dízimos conforme o costume), conforme Compêndio do Catecismo da Igreja Católica por ele promulgado em 28 de junho de 2005 e republicado pela Conferência Nacional dos Bispos do Brasil. O Quinto Mandamento agora é assim: "Atender às necessidades materiais da Igreja, cada qual segundo as próprias possibilidades".
Em artigo publicado no portal da CNBB, o Cônego Celso Pedro da Arquidiocese de São Paulo, delineia o divisor que deve haver entre o extinto dízimo levítico e a obrigação dos católicos para contribuir com as necessidades temporais da Igreja e a responsabilidade religiosa daí advinda: "O Novo Testamento não conhece o dízimo. Ele conhece a partilha fraterna para que não haja necessitados na comunidade e para que o evangelho seja anunciado. O anúncio do Evangelho é um assunto genérico, que pode ser especificado de diversas maneiras. Às vezes uma contribuição para a evangelização acaba sendo destinada a cobrir despesas mal programadas. Os necessitados, porém, são uma realidade que não deve existir na comunidade. Uma paróquia pode ter muitas ações sociais voltadas para fora, mas não pode deixar de verificar se entre os que participam da mesa eucarística não há alguém que passe fome. Todos devem poder dizer como Paulo: “Agora tenho tudo em abundância depois de ter recebido de Epafrodito o que veio de vocês”.

#### Dízimo no catolicismo moçambicano
Em 2006, numa decisão que sofreu contestações pelos fiéis que se dizem obrigados a escrever os nomes, estado civil e idade nos respectivos envelopes, foi introduzido o dízimo pela Igreja Católica moçambicana. A questão ganhou maior relevo apenas em 2007 quando o arcebispo da Arquidiocese de Maputo, Francisco Chimoio, ameaçou, em carta, sancionar as paróquias que não aderiram ao sistema. Apesar de a decisão ser severamente censurada pelos fiéis católicos, o arcebispo de Maputo sustenta que a prática do "dízimo não pode ser vista do ponto de vista negativo, porque se trata de uma acção voluntária que visa apoiar a sustentação da mais antiga Igreja cristã com mais de dois mil anos".

#### Instrução do Papa Francisco sobre abolição das taxas
No dia 27 de Julho de 2020, o Papa Francisco expede a todas as dioceses do mundo a Instrução Sobre Paróquia e Evangelização da Congregação Para o Clero, onde reitera que a proposição "não contém novidades legislativas", senão "modalidades para melhor aplicar a normativa vigente".
 Estabelece regras na ação pastoral, junto aos órgãos e zonas pastorais a serem prescritas pelo Bispo Diocesano, cargos e conselhos, e dentro do assunto específico que trata das ofertas da igreja, aboliu toda e qualquer cobrança de taxa sacramental, conforme item XI - 118 da mesma Instrução: "Trata-se de uma oferta que, por sua natureza, deve ser um ato livre da parte do ofertante, deixando a sua consciência e ao seu senso de responsabilidade eclesial, não um “preço a pagar” ou uma “taxa a exigir”, como que tratasse de um tipo de “tributo sobre sacramentos”.
Reafirma-se, assim, o que sempre esteve prescrito no V Mandamento da Igreja: "Atender às necessidades materiais da Igreja, cada qual segundo as próprias possibilidades".  Muito além de atingir em cheio a cobrança de taxas fixas, o documento celebra a oferta espontânea, inclusive anônima dos fiéis em relação à Igreja e seus Sacramentos. Pela carência de sustentação canônica, as Pastorais do Dízimo tão controversamente difundidas no Brasil há décadas, notadamente sucumbiram diante da clareza do documento firmado na Solenidade dos Santos Pedro e Paulo. Pois o documento do Papa Francisco, além da questão da oferta espontânea, propõe também seu anonimato: "Entre os instrumentos que podem consentir a realização de tal fim, pode-se pensar o recolhimento das ofertas em modo anônimo, assim que cada um se sinta livre de doar aquilo que pode, ou que considera justo, sem sentir-se no dever de corresponder ao que se espera ou um preço".

### Protestantismo
No Protestantismo, Martinho Lutero, o teólogo por trás da reforma protestante, disse que a lei da graça exclui a lei do dízimo. Em um sermão de 27 de agosto de 1525, ele mencionou a passagem de Paulo em Gálatas 5: 3, onde se diz que quem concordar em viver de acordo com a lei de Moisés seria obrigado a praticar toda a lei (Dt 28:58). Boa parte das denominações protestantes acreditam no dízimo como um modelo de generosidade não obrigatória ou que as despesas da Igreja e de suas missões devam ser custeadas de forma voluntária.

### Cristianismo evangélico
No cristianismo evangélico, as posições no dízimo variam de acordo com as denominações. Em algumas igrejas evangélicas, o dízimo é considerado obrigatório e o sujeito ocupa grande parte de cada culto. Para outras igrejas evangélicas, o dízimo não é uma obrigação, mas um convite.
De acordo com um estudo de 2018 realizado pela LifeWay Research que entrevistou 1.010 americanos, 86% das pessoas com crenças evangélicas dizem que o dízimo ainda é um mandamento bíblico hoje. Neste número, 87% dos crentes batistas, 86% dos crentes pentecostais, 81% dos crentes não-denominacionais compartilham esta posição.

## Angariação de fundos do governo
Em alguns países da Europa, principalmente em regiões de língua alemã, existe um imposto (Kirchensteuer, em alemão) formal e obrigatório para os professantes de uma fé. Este imposto é retido na fonte e posteriormente encaminhado à unidade religiosa de direito. Para quem se declara sem religião, não há a cobrança do referido imposto ou esse é encaminhado aos cofres públicos.

## Controvérsias
Uma doutrina particularmente controversa com dízimo é a da teologia da prosperidade, que se espalhou nas décadas de 1970 e 1980 nos Estados Unidos, principalmente por televangelistas pentecostais e carismáticos. Esta doutrina é centrada no ensino da fé cristã como um meio de enriquecer-se financeira e materialmente, através de uma "confissão positiva" e uma contribuição para os ministérios cristãos. Promessas de cura divina e  prosperidade são garantidos em troca de certos montantes de doações. Alguns pastores fundamentalistas ameaçam aqueles que não dão o dízimo com maldições, ataques do diabo e pobreza.    Muitas vezes associada ao dízimo obrigatório, esta doutrina é por vezes comparada com um negócio religioso. Em 2012, o Conselho Nacional de Evangélicos da França publicou um documento denunciando essa doutrina, mencionando que a prosperidade era de fato possível para um crente, mas que essa teologia levada ao extremo leva ao materialismo e à idolatria, que não é a propósito do evangelho. Pastores pentecostais que aderem à teologia da prosperidade têm sido criticados por jornalistas por seu estilo de vida bling-bling (roupas luxuosas, casas grandes, carros luxuosos, avião particular, etc.).
As ofertas e dízimo ocupam muito tempo nos cultos.  As coletas de ofertas são múltiplas ou separadas em vários cestos ou envelopes para estimular as contribuições dos fiéis. 
Desde a década de 1970, vários escândalos financeiros de peculato têm sido relatados em igrejas e organizações evangélicas. O Conselho Evangélico de Responsabilidade Financeira foi fundado em 1979 para fortalecer a integridade financeira de organizações e igrejas evangélicas que desejam voluntariamente ser membros e passar por auditorias contábeis anuais.
Em 2015, o autor americano do livro "Sunday Morning Stickup" acusou algumas igrejas cristãs de usar estratégias de culpa para pegar ofertas e dízimo dos fiéis. Em particular, distorcendo certas passagens da Bíblia para tornar as contribuições obrigatórias, aumentando os grandes doadores e fazendo perder vantagens para os membros que não dão o suficiente.
De 2019 a 2022, vários pastores americanos pediram desculpas por seus ensinamentos sobre a obrigação do dízimo e teologia da prosperidade, lembrando que as ameaças de maldições pelo não pagamento do dízimo em Malaquias não eram sobre não cristãos, pois citando a Epístola aos Gálatas, Jesus Cristo trouxe a maldição sobre ele.
Igrejas evangélicas que tornam o dízimo uma prática obrigatória e fiscalizada, foram processadas por táticas de pressão psicológica.